# Busan
Busan (koreansk: 부산; 釜山) er Sydkoreas næststørste by (3,7 millioner indbyggere), beliggende i den sydøstlige del af landet. Busan er landets vigtigste havneby og har en omfattende industri med blandt andet bil- og tekstilproduktion og skibsbygningsindustri.
Byen var et af de få områder, som forblev under sydkoreansk kontrol gennem hele Koreakrigen, og byen var også for en kort stund landets hovedstad.

## Administrativ inddeling
Busan er delt i 15 bydeler (Gu) og et fylke (Gun)
- Buk-gu (북구; 北區)
- Busanjin-gu (부산진구; 釜山鎭區)
- Dong-gu (동구; 東區)
- Dongnae-gu (동래구; 東萊區)
- Gangseo-gu (강서구; 江西區)
- Geumjeong-gu (금정구; 金井區)
- Haeundae-gu (해운대구; 海雲臺區)
- Jung-gu (중구; 中區)
- Nam-gu (남구; 南區)
- Saha-gu (사하구; 沙下區)
- Sasang-gu (사상구; 沙上區)
- Seo-gu (서구; 西區)
- Suyeong-gu (수영구; 水營區)
- Yeongdo-gu (영도구; 影島區)
- Yeonje-gu (연제구; 蓮堤區)
- Gijang-gun (기장군; 機張郡)